# 舒累伊·拉斯洛
舒累伊·拉斯洛（匈牙利语：Süllei László；1968年8月8日）是匈牙利籍天主教司铎、马加什教堂堂区的本堂神父、埃斯泰尔戈姆-布达佩斯总教区的代理主教（匈牙利语：Általános helynök）。